# Vera Ilina
Vera Sergejevna Ilina (ryska: Вера Сергеевна Ильина), född den 20 februari 1974 i Moskva, är en rysk simhoppare.
Hon tog OS-silver i synkroniserade svikthopp i samband med de olympiska simhoppstävlingarna 2004 i Aten.